# Antígono I Monoftalmo

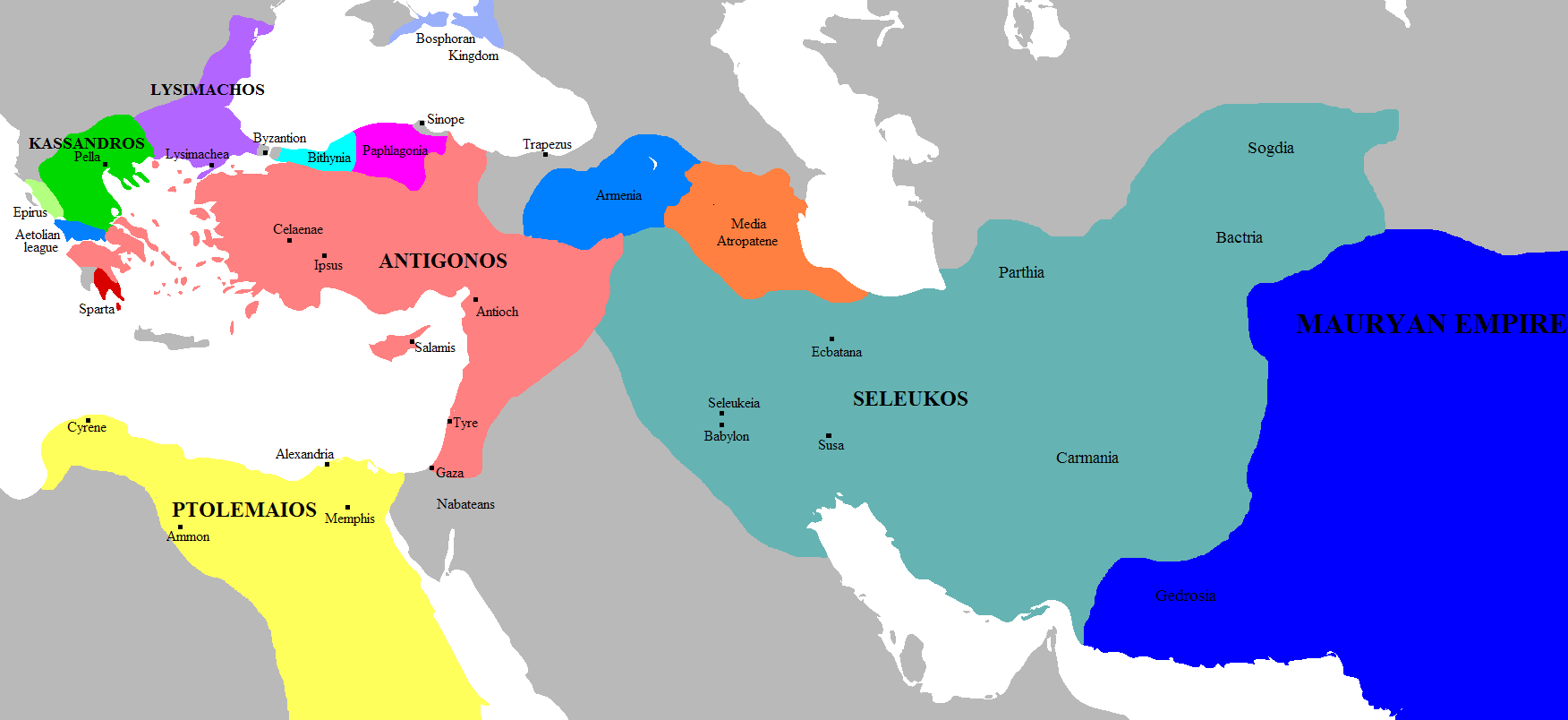
O reino de Antígono e seus rivais em c. 303 a.C.

Antígono Monoftalmo (382 a.C. — 301 a.C.) foi um nobre macedónio, general e sátrapa de Alexandre Magno. Tornou-se Senhor da Ásia Menor, no terceiro ano da 115a Olimpíada e estabeleceu a dinastia antigônida. Ele reinou por 18 anos, e viveu até os 86 anos. Ele foi o mais poderoso rei da sua época, e foi atacado por todos os outros reis, que tinham medo dele, no quarto ano da 119a Olimpíada. Seu filho Demétrio escapou, fugindo para Éfeso; nos dois últimos anos Antígono reinou junto com seu filho.